# Юмит Коркмаз
Юмит Коркмаз (на турски: Ümit Korkmaz) е роден на 17 септември 1985 г. във Виена, Австрия. Той е австрийски футболист от турски произход и играе за националния отбор на страната.

## Статистика
- 55 мача и 3 гола за СК Рапид Виена (2006 – 2008)
- 37 мача и 3 гол за Айнтрахт Франкфурт (2008 – 2011)
- 12 мача и 3 гол за ФФЛ Бохум (2011)
- 11 мача и 1 гол за Айнтрахт Франкфурт (2011 – 2012)
- 0 мача и 0 гол за ФК Инголщат (2012-настояще)